# Frañsez Vallee
Frañsez Vallee (Plounevez-Moedeg, 1860 - Rennes, 1949), en francès François Vallée, fou un escriptor i lingüista bretó. Fou professor a Sant-Brieg i tingué com a alumne Taldir Jaffrennou. L'agost del 1898 participà a Montroulez en la creació de la Societat Nacional de Bretanya, presidida per Anatole Le Braz. Ell en serà cap de la secció de llengua i literatura bretones, amb François Taldir-Jaffrenou com a secretari. El 1911 es passaria al nou grup Unió Regionalista Bretona.
El 1908, François Vallée i Émile Ernault crearen l'Emglev ar Skrivagnerien (Entensa dels escriptors bretons) que proposà una ortografia comuna a partir del dialecte de Bro Leon tot millorant la proposada per Jean-François-Marie Le Gonidec. La majoria dels escriptors decidiren que s'anomenés KLT en referència als dialectes de Bro Kernev, Bro Leon i Bro Dreger), però mancà un acord amb els escriptors de Bro Gwened, que continuaren escrivint a la seva manera. Més tard, amb Meven Mordiern, es dedicà ala recerca de neologismes amb arrel bretona per a modernitzar la llengua.
La seva obra més important fou el Grand dictionnaire français-breton, amb ajut deRené Le Roux (Meven Mordiern) i Émile Ernault, publicat el 1931. També dirigí el setmanari Kroaz ar Vretoned d'inspiració cristiana publicada a la fi de la Primera Guerra Mundial. També fou membre del Gorsedd de Bretanya i secretari de l'Académie bretonne.

## Publicacions
- Sketla Segobrani. 3 levr moulet e ti Rene Prud'homme. Saint-Brieuc, 1923, 3 volumes (avec Meven Mordiern et Émile Ernault, illustrations de James Bouillé)
- La langue bretonne en 40 leçons, diverses edicions entre 1909 i 1944.
- Grand dictionnaire français-breton, el 1931
- Supplément au Grand dictionnaire français-breton, 1948
- Mots Français et bretons classés d'après le sens - Geriou Gallek Ha brezonek, reizet dioc'h ar ster - 2 volumes (T. II, avec Notes sur l'histoire de la philosophie Carhaix, Ed. Armorica - 1936 & 1937
- Notennou Diwar-Benn ar Gelted Koz - O Istor hag o Sevenadur Paris, ed. de Bretagne - 1946 (amb René Le Roux)